# Sinnerstamp

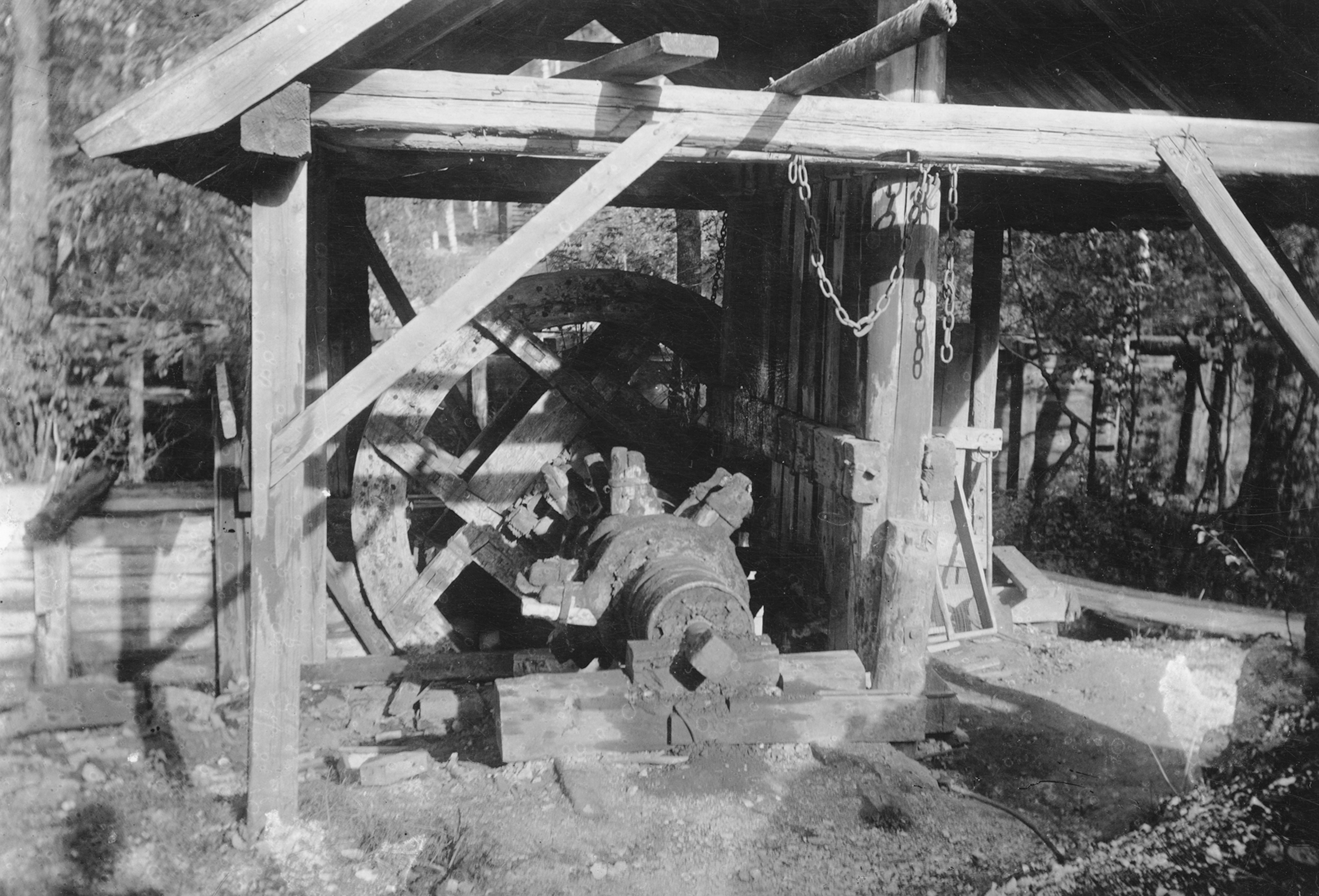
Stampverk i Storbrohyttan 1934.

Sinnerstamp (slaggstamp) är ett slags stampverk som tidigare användes för att återvinna järnpartiklar ur slagg från en träkolsmasugn. Slaggen finkrossades och slaggpartiklarna sköljdes bort med rinnande vatten i en ränna av trä. De tyngre järnpartiklarna återfinnes på botten som vid vaskning. Slaggsanden kunde återanvändas till reparation av masugnspipan och på hyttgolvet till fodring av formarna för flytande tackjärn (formarna kallades galtsängar eller tackjärnsbädd och de färdiga tackjärnsblocken kallades tackjärnsgaltar).

## Sinnerstampar att se
- Storbrohyttan i Filipstad har en restaurerad (2015) och körbar sinnerstamp. Referensen innehåller bilder från restaureringsarbetet.[2]

- Saxåhyttan (i Persberg, mellan Filipstad och Hällefors). Så gott som byggnadsbeståndet finns bevarat och av bruksbyggnaderna kan man fortfarande beskåda masugn, rostugn, slaggstamp samt ett av kolhusen.[3]

- Granbergsdals hytta vid Karlskoga har en slaggstamp.[4]